# Bellevigne-en-Layon
Bellevigne-en-Layon község Franciaország Loire mente régiójában, Maine-et-Loire megyében. Új községként 2016. január 1-jén jött létre Thouarcé, Champ-sur-Layon, Faveraye-Mâchelles, Faye-d’Anjou és Rablay-sur-Layon községek egyesítésével. Lakosainak száma 5874 fő (2022. január 1.).

## Népesség
| Lakosok száma | 5730 | 5740 | 5751 | 5780 | 5826 | 5874 |
|               | 2017 | 2018 | 2019 | 2020 | 2021 | 2022 |